# Biserica „Sfânta Cuvioasă Paraschiva” din Nișcani
Biserica „Sf. Cuvioasă Paraschiva” este o biserică amplasată în Nișcani, raionul Călărași, Republica Moldova. Este un monument arhitectural de importanță națională inclus în Registrul monumentelor Republicii Moldova ocrotite de stat cu nr. 191 (raionul Călărași). Datează din 1905.